# 杨慧琼
杨慧琼（1956年—），汉族，中华人民共和国政治人物、第十一届全国政协委员。
加入九三学社，担任九三学社中央委员、云南省委副主委、云南省监察厅副厅长。2016年4月，因退休被免去云南省监察厅副厅长职务。
2008年，当选第十一届全国政协委员，代表中华全国妇女联合会，分入第十九组。